# لورا براک
لورا براک (انگلیسی: Laura Brock؛ زادهٔ ۲۸ نوامبر ۱۹۸۹) بازیکن فوتبال اهل استرالیا است.
از باشگاه‌هایی که در آن بازی کرده‌است می‌توان به باشگاه فوتبال اورلندو پراید، بریزبن رور، و باشگاه فوتبال ملبورن ویکتوری اشاره کرد.
وی همچنین در تیم ملی فوتبال زنان استرالیا بازی کرده‌است.